# Norwegian Air Argentina
Norwegian Air Argentina is een luchtvaartmaatschappij in Argentinië, een dochtermaatschappij van Norwegian. Het werd opgericht in januari 2017 en heeft de Boeing 737-800 met bases in Buenos Aires en Córdoba. Alle vliegtuigen zijn geregistreerd in Argentinië.

## Vloot
De vloot van Norwegian Air Argentina bestond in april 2020 uit:
| Norwegian Air Argentina (DN) | Norwegian Air Argentina (DN) | Norwegian Air Argentina (DN) | Norwegian Air Argentina (DN) | Norwegian Air Argentina (DN) | Norwegian Air Argentina (DN) | Norwegian Air Argentina (DN) | Norwegian Air Argentina (DN) |
| Vliegtuigtype                | In Dienst                    | Bestellingen                 | Passagiers                   | Passagiers                   | Passagiers                   | Opmerkingen                  |                              |
| Vliegtuigtype                | In Dienst                    | Bestellingen                 | P                            | E                            | Totaal                       | Opmerkingen                  |                              |
| ---------------------------- | ---------------------------- | ---------------------------- | ---------------------------- | ---------------------------- | ---------------------------- | ---------------------------- | ---------------------------- |
| Boeing 737-800               | 3                            | –                            | –                            | 189                          | 189                          | –                            |                              |
| Totaal (DN)                  | 3                            | 0                            |                              |                              |                              |                              |                              |